# Данаил Зердев
Данаил Иванов Зердев е български духовник и общественик от Прилеп.

## Биография
Данаил Зердев е роден през 1886 година в град Прилеп, тогава в Османската империя.
При избухването на Балканската война в 1912 година е доброволец в Македоно-одринското опълчение в 3-та рота на 6-а охридска дружина.
На заседание на Петричкия градски общински съвет от 25 септември 1934 година е определен окончателният състав на „Комитет за въздигане на паметника“ Загинали за Родината, в който наред със свещеник Данаил Зердев влизат: подполковник Попов, кметът Петър Берберов, Тома Антикаджиев, Атанас Маджаров, Васил Костенаров и д-р Кирил Дренски. В периода 1936 – 1946 година към храма „Свети Николай“ в Петрич функционира Православното християнско братство „Св. Николай Чудотворец“ под ръководството на енорийския свещеник Данаил Зердев.
Данаил Зардев умира през 1968 година.